# A13 (Luxemburg)
De A13, ook wel Collectrice du Sud of Saarautobunn genoemd, is een autosnelweg in het zuiden van Luxemburg. De weg verbindt in Pétange in het westen met Schengen in het oosten. Na Schengen gaat de autosnelweg verder als Bundesautobahn 8 in Duitsland.
Het traject is 41 kilometer lang en is daarmee de langste snelweg in het land. Net als de A7 is de weg relatief recent aangelegd. Het eerste deel (Bascharage - Sanem) werd geopend in 1990. Het laatste deel (Hellange - Schengen) werd opengesteld in 2003. Er bestaan plannen om de snelweg bij Pétange te verlengen tot een nieuw aan te leggen A28 nabij Sélange in België. De A28 werd echter al in 1976 geschrapt uit het autosnelwegenprogramma. Langs Luxemburgse kant, bestaan er wel nog plannen voor een doorgetrokken A28 en A13 bij Sélange. De route zou door doorgaand verkeer kunnen worden gebruikt om de verkeersdrukte bij Luxemburg-stad te omzeilen.
Bij Hellange werd de snelweg jarenlang onderbroken door een rotonde. De reden hierachter was een lokale boer die zijn weiland niet wilde afstaan voor de aanleg van de snelweg, waardoor een jarenlange juridische onteigeningsprocedure ontstond. Deze is inmiddels afgerond en de rotonde is omgebouwd tot een aansluiting waardoor de A13 hier niet meer onderbroken is. Na een bouwtijd van twee jaar is het anderhalve kilometer ontbrekende tracé geopend in september 2016.
Bij Pétange vormt de weg het verloop van de N31-E44. Tussen de knooppunten Esch en Lankelz deelt de weg het tracé met de A4. In de toekomst is er bij Foetz echter een bypass voorzien voor de A13. Bij knooppunt Bettembourg is er een aansluiting met de A3.

## Foto's

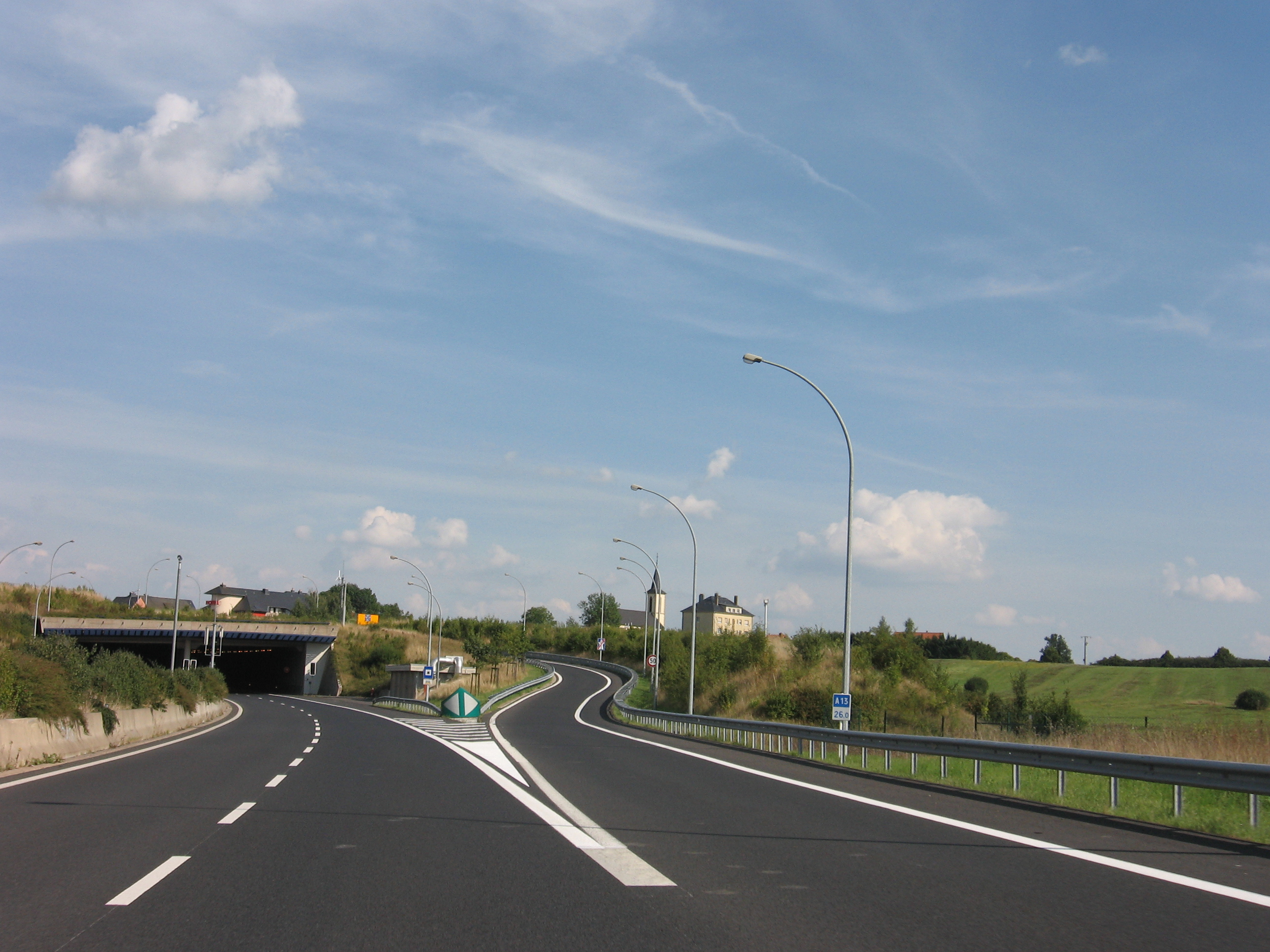
Tunnel Frisange
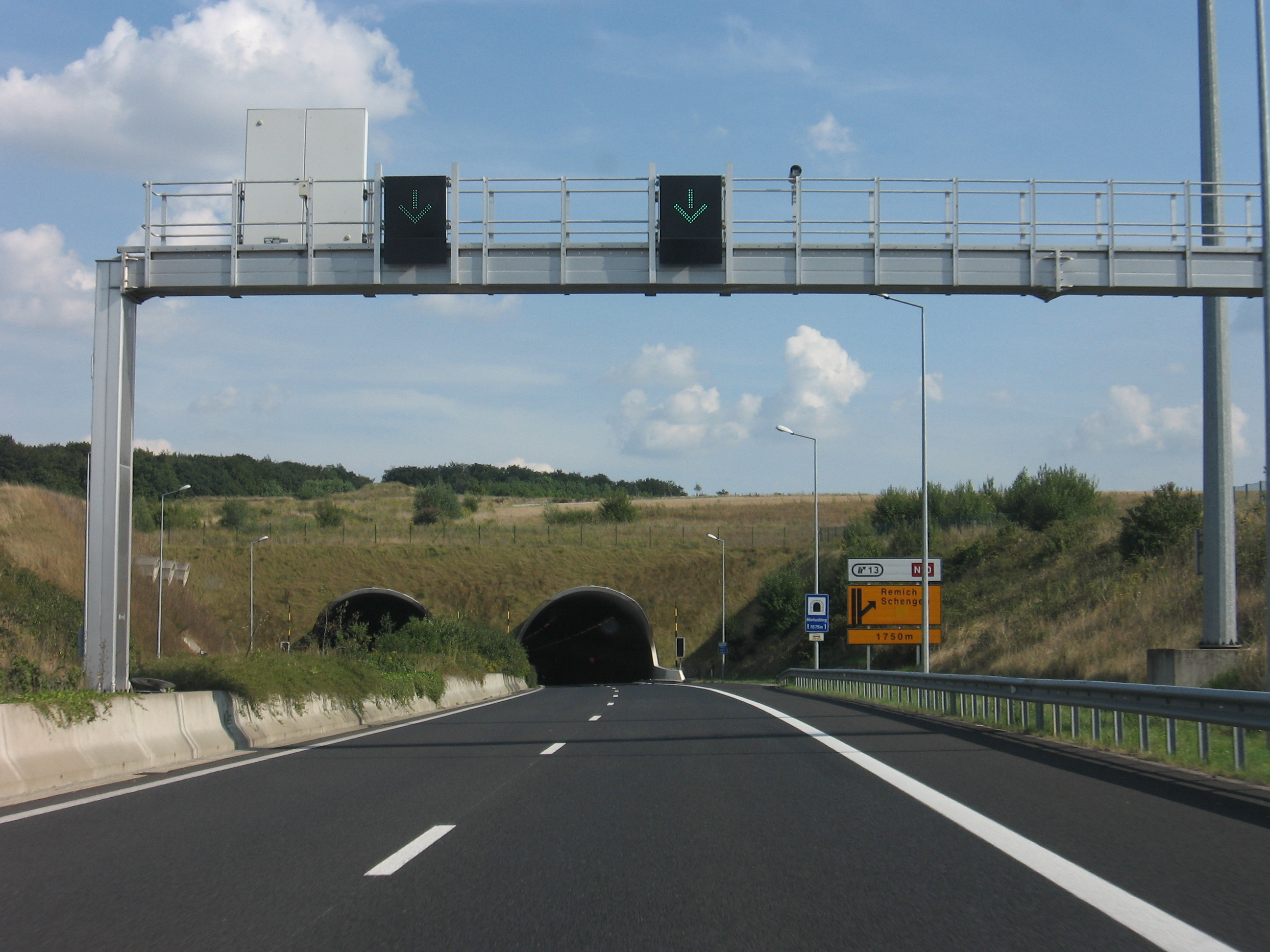
Tunnel Markusbierg

A1 ·
A3 ·
A4 ·
A6 ·
A7 ·
A13
B-Wegen
B3 ·
B4 ·
B7 ·
B40